# Poutnov
Poutnov (německy Pauten) je malá vesnice, část města Teplá v okrese Cheb v Karlovarském kraji. Nachází se asi 4,5 kilometru severozápadně od Teplé. Prochází tudy železniční trať Karlovy Vary – Mariánské Lázně, na které se nachází nádraží Poutnov. Poutnov je také název katastrálního území o rozloze 5,22 km².

## Název
Název vesnice je odvozen z osobního jména Púten ve významu Poutnův dvůr. Základem jména Púten je slovo pút (pouť). V historických pramenech se jméno vsi objevuje ve tvarech: Pawten (1214, falzum), z Putnova (1437), Putnovo (1459), „zastavuje Putnovu ves“ (1469), Paunten (1530), Pauttenn (1543), v Poutnově (1615) a Pauthen (1788).

## Historie
První písemná zmínka o vesnici pochází z roku 1214, kdy patřila klášteru v Teplé. Později se stala součástí bečovského panství pánů z Rýzmburka. V letech 1399 a 1408 je připomínán poutnovský man Ondřej z Poutnova, a je tedy pravděpodobné, že zde jako panské sídlo stála nějaká tvrz, i když písemně je doložena až roku 1456. V roce 1412 Poutnov získal Petr Kovář z Poutnova a okolo roku 1437 statek patřil Ondřeji a Mikulášovi z Poutnova.
Roku 1456 je jako majitel uváděn Dyez Hofer, zakladatel rodu Hoferů z Lobenštejna. Panství po něm zdědil Hans Hofer připomínaný v roce 1467, ale Kateřina, vdova po Dyezu Hoferovi, na tvrzi žila ještě v roce 1477. V roce 1469 král Jiří z Poděbrad zastavil Poutnov za 200 rýnských zlatých Kunšovi Pelarovi. Na počátku šestnáctého století panství ze zástavy vyplatil tepelský klášter, ale král Ferdinand I. ho v roce 1535 zastavil Kašparu Pluhovi z Rabštejna a jeho strýci Hanušovi. Menší část vsi v té době patřila Volfu Pinticovi z Pintic, který vedl s Kašparem Pluhem spory o hranice panství. V roce 1544 vesnici koupil Jindřich IV. z Plavna.
Další zpráva o vesnici pochází z roku 1578, kdy ji koupil tepelský hejtman Filip ze Schirndingu. Část vesnice poté patřila v letech 1592–1597 tepelskému klášteru, zatímco zbytek získal Jan Kfelíř ze Zakšova uváděný zde v roce 1589 a 1603. Klášterní část vesnice na počátku sedmnáctého století vlastnil Daniel Ričl z Brandenbachu a od roku 1616 plzeňský měšťan Václav Brand z Brandfenfelsu a jeho příbuzní. Část, která patřila Kfelířům, v roce 1603 získal Jan Friedrich Lochman z Paliče, ale za účast na stavovském povstání v letech 1618–1620 mu byl statek zkonfiskován. Zabavený majetek v roce 1627 koupil Valentin Schindl z Hirschfeldu, který rozdělené panství spojil do jednoho celku. Jeho potomkům patřilo až do čtyřicátých let osmnáctého století, kdy je získal loketský hejtman Jan Ott z Ottilienfeldu. Po něm se mezi majiteli do zrušení poddanství vystřídali chebský měšťan Johann Weiss, Karel z Ottilienfeldu, Jan Knoll, Egid Sölch a Albrecht Deym ze Stříteže.
V Poutnově býval malý pivovar, v roce 1880 vyprodukoval 330 hektolitrů piva.
V Poutnově existovala malá židovská obec. Komunita Židů se pomalu rozrůstala a v roce 1793 je zde uváděno 9 rodin s 53 obyvateli. Od 17. století zde stála židovská synagoga. Po odchodu Židů z Poutnova v roce 1915 byla synagoga stržena. Židovští občané byli pohřbíváni na židovském hřbitově nedaleko Poutnova u staré polní cesty do Tisové. Na ploše 18 krát 18 metrů je dodnes dochováno celkem 47 náhrobků z 18. až 20. století. Židovský hřbitov byl po druhé světové válce ničen a vykrádán a teprve v roce 2007 byl zrenovován. Skupina německých dobrovolníků ze spolku „Aktion Sühnezeichen“ hřbitov vyčistila, vyřezala náletové dřeviny, znovu postavila povalené náhrobky a některé z nich opravila.

## Obyvatelstvo
Při sčítání lidu v roce 1930 zde žilo 365 obyvatel, z nichž bylo 12 Čechoslováků, 351 Němců a dva cizinci. K římskokatolické církvi se hlásilo 358 obyvatel, k evangelické církvi jeden obyvatel, tři byli jiného náboženského vyznání a tři bez vyznání.
| Rok                                                                                       | 1869 | 1880 | 1890 | 1900 | 1910 | 1921 | 1930 | 1950 | 1961 | 1970 | 1980 | 1991 | 2001 | 2011 | 2021 |
| ----------------------------------------------------------------------------------------- | ---- | ---- | ---- | ---- | ---- | ---- | ---- | ---- | ---- | ---- | ---- | ---- | ---- | ---- | ---- |
| Počet obyvatel                                                                            | 514  | 488  | 477  | 437  | 388  | 389  | 365  | 117  | 127  | 165  | 172  | 133  | 129  | 133  | 85   |
| Počet domů                                                                                | 69   | 68   | 69   | 72   | 70   | 71   | 73   | 56   | 70   | 22   | 24   | 24   | 24   | 32   | 32   |
| Do počtu domů v roce 1961 jsou zahrnuty i domy v Babicích, Bohuslavi, Číhané a Popovicích |      |      |      |      |      |      |      |      |      |      |      |      |      |      |      |

## Obecní správa
Při sčítání lidu v letech 1869–1975 Poutnov byl samostatnou obcí, se kterým patřil nejprve do okresu Teplá, ale v roce 1950 v okrese Toužim a v letech 1961–1974 v okrese Karlovy Vary. Od 1. července 1975 je částí města Teplá, se kterým patřil nejprve do okresu Karlovy Vary, ale od 1. ledna 2007 v okrese Cheb. V letech 1961–1975 k obci patřily Babice, Bohuslavice, Číhaná, Horní Kramolín, Hoštěc, Jankovice, Popovice a Služetín.

## Pamětihodnosti
- V jihovýchodní části návsi stojí zřícenina poutnovského zámku a poplužního dvora.
- Severovýchodním směrem od obce ve vzdálenosti 1,8 kilometru se nachází židovský hřbitov uvedený v Seznamu kulturních památek ČR. Je přístupný po polní cestě z návsi ve východnbí části Poutnova.[13][14] Pozůstatky druhého, staršího, židovského hřbitova zarůstají v malém lesíku u cesty v „dolním“ Poutnově.
- Dalšími památky jsou:
  - socha svatého Jana Nepomuckého,
  - socha svaté Anny Samotřetí,
  - boží muka.

## Galerie

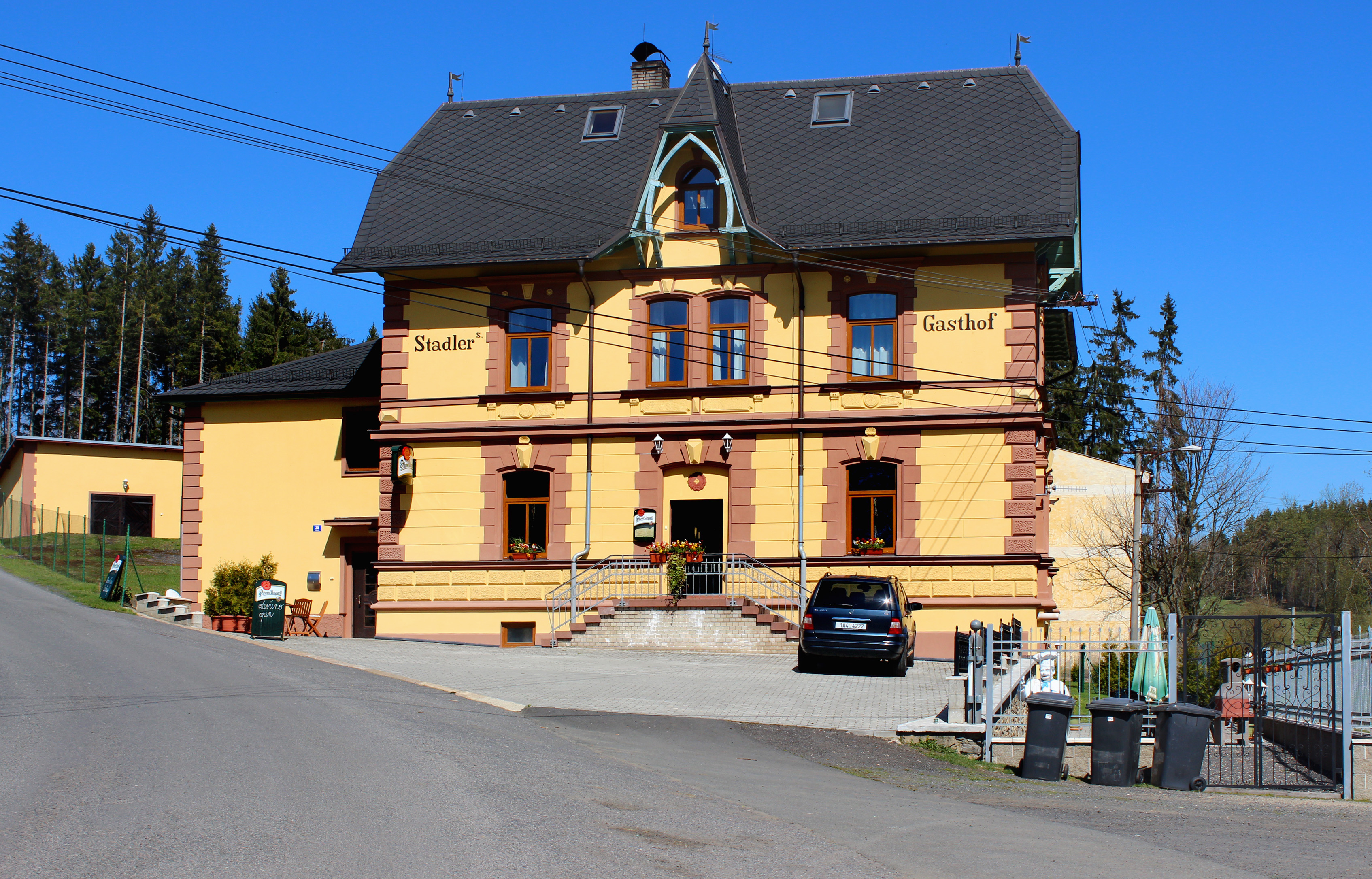
Hostinec u nádraží
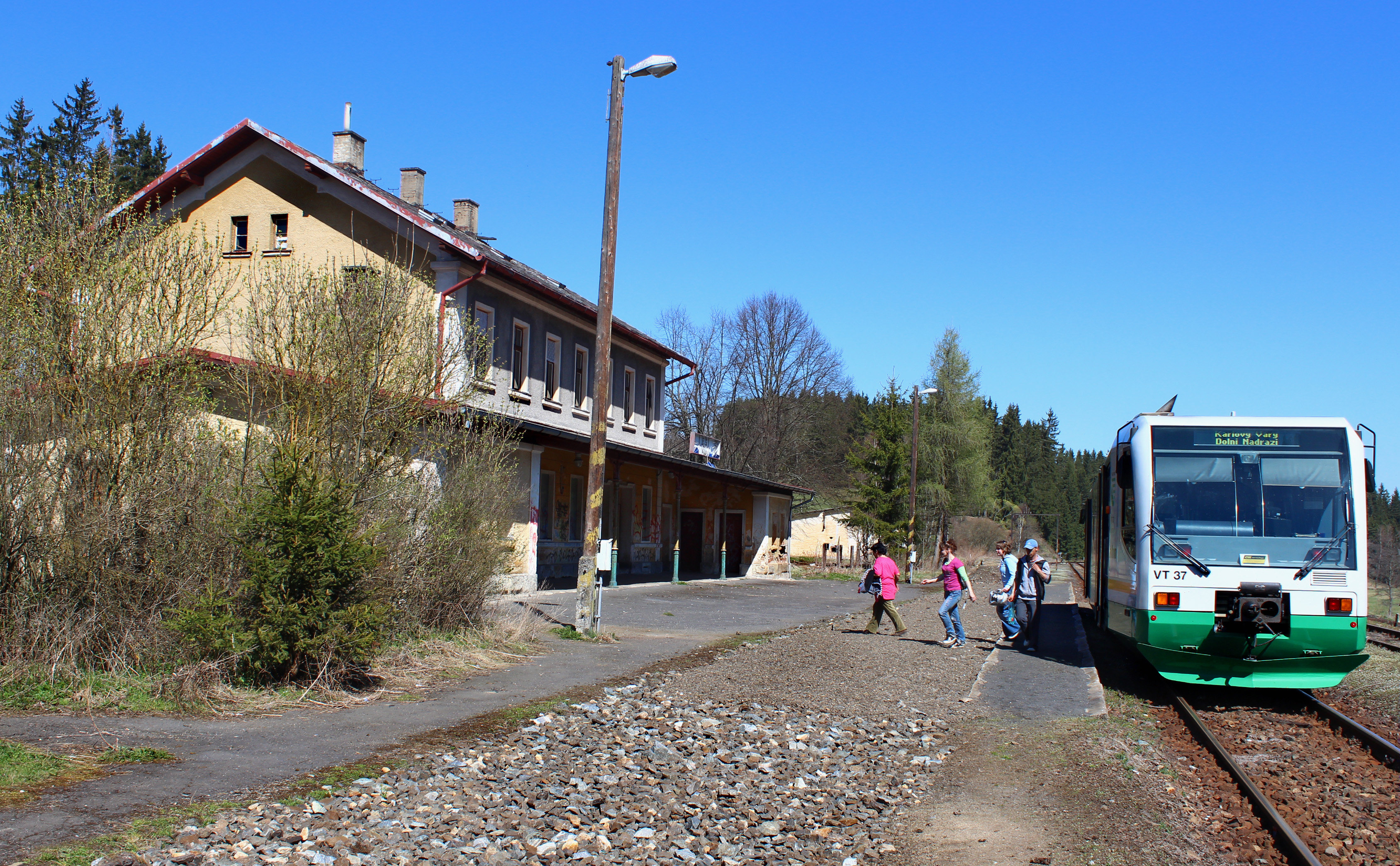
Nádraží
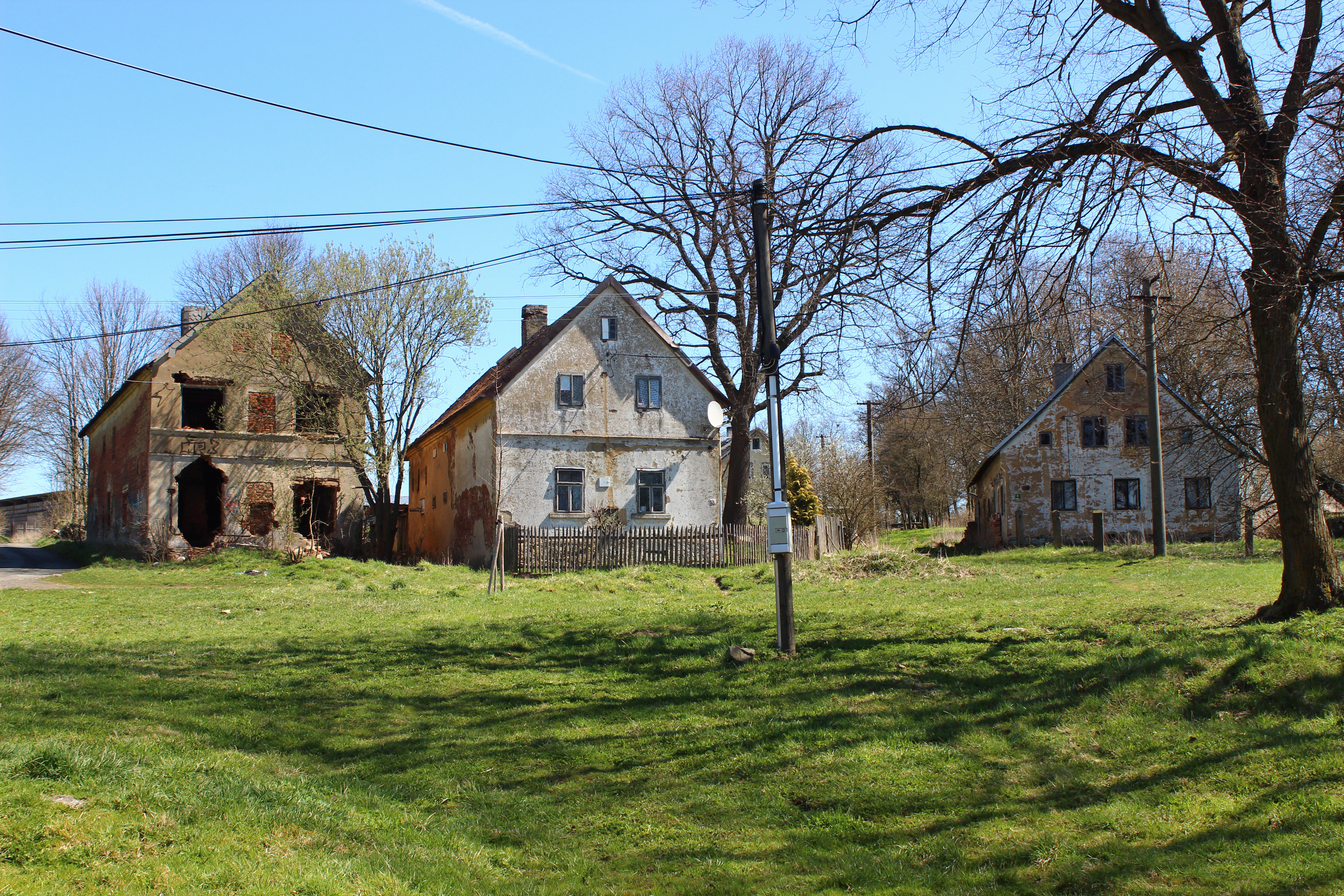
Neudržované domky na horní návsi
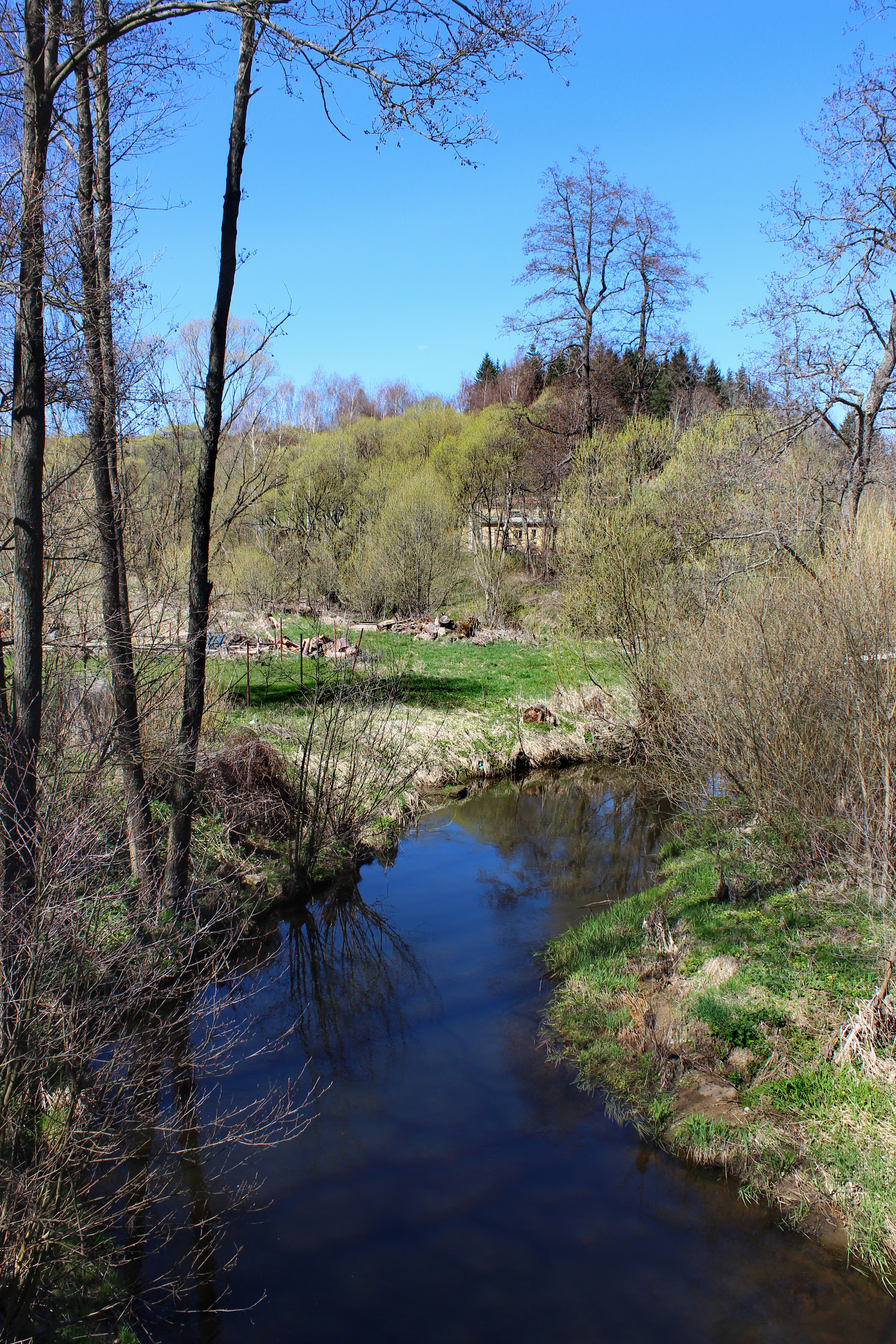
Řeka Teplá
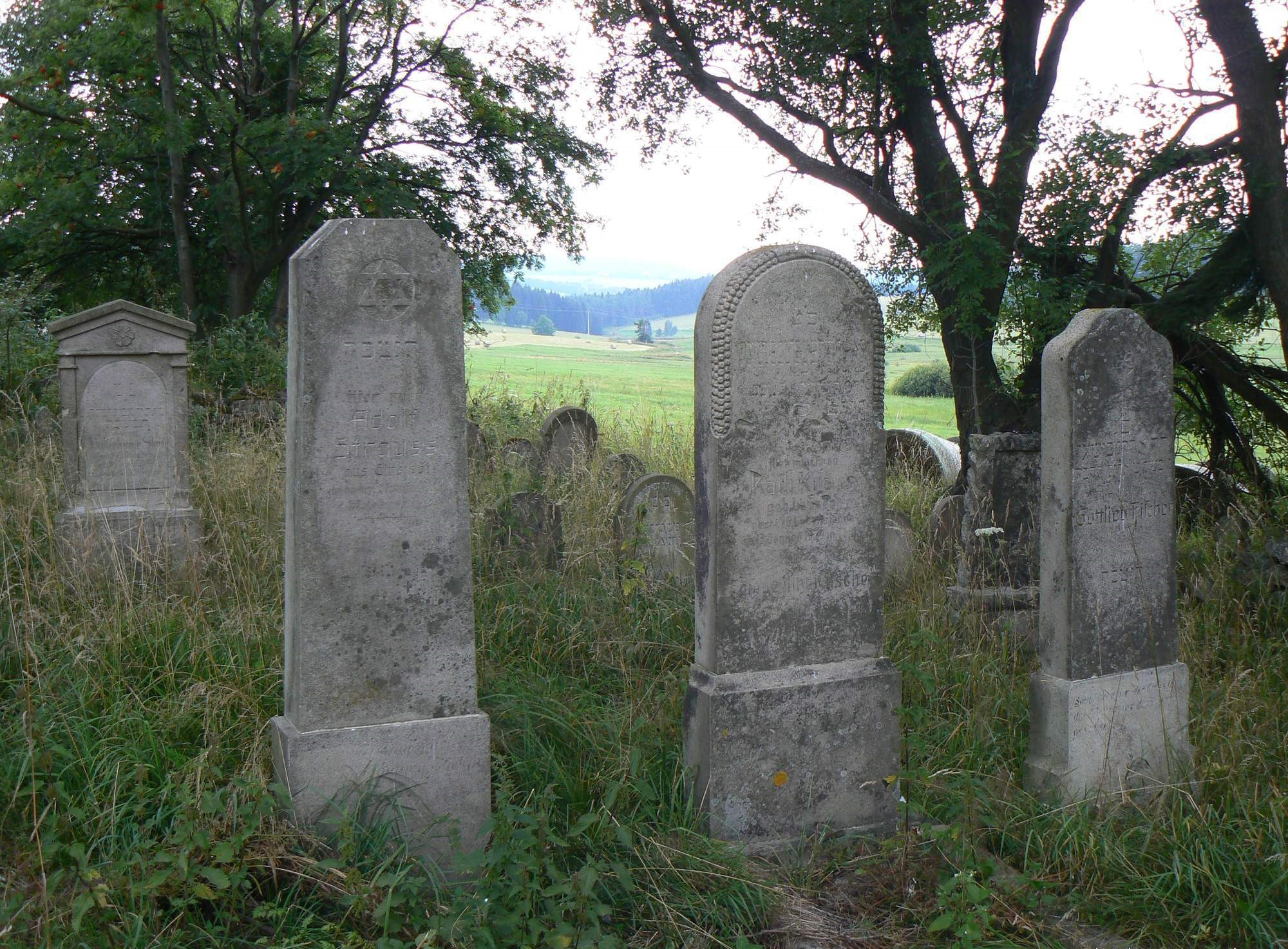
Židovský hřbitov (horní)
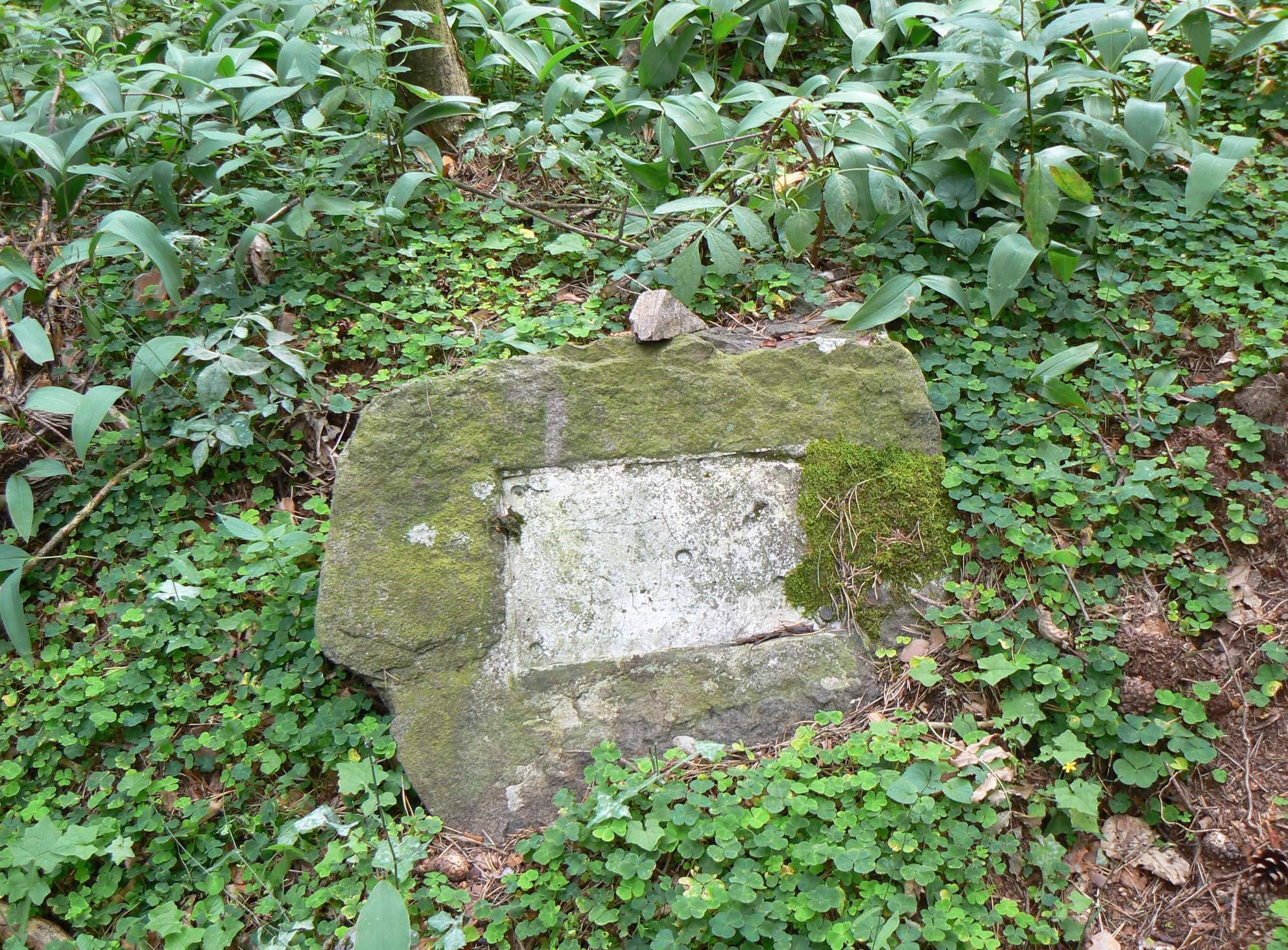
Židovský hřbitov (dolní)
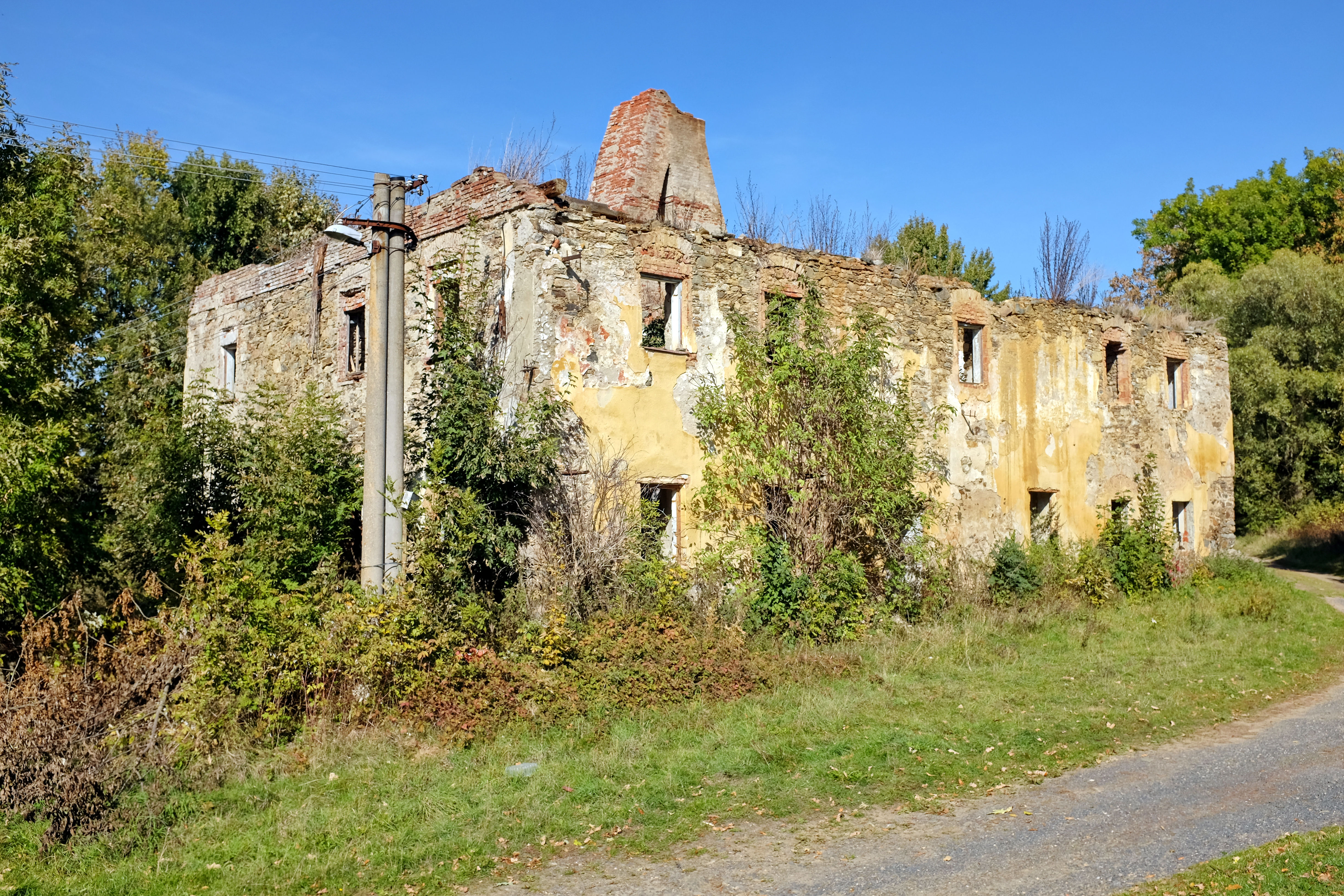
Ruina zámku
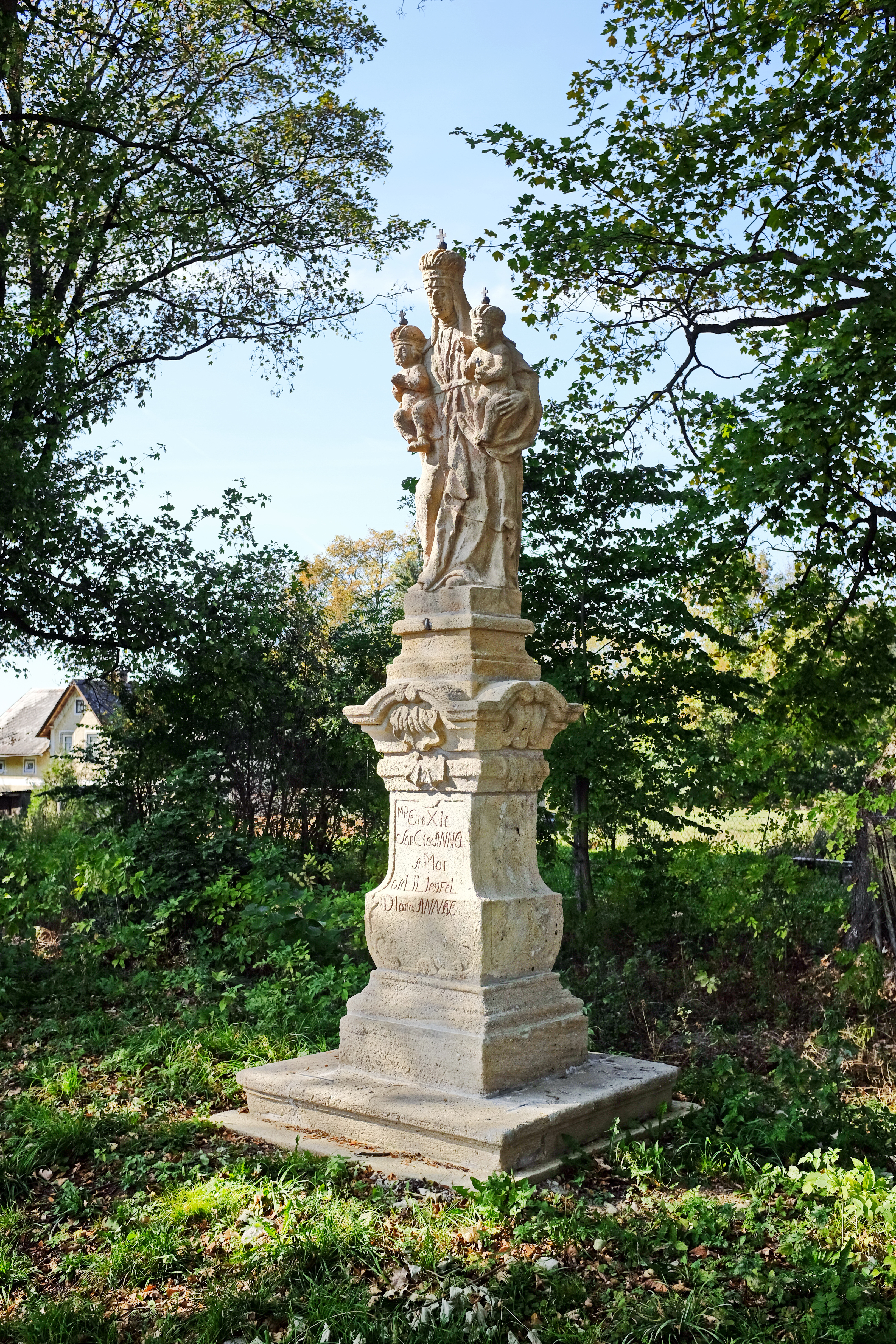
Socha svaté Anny Samotřetí